# Carlos Daniel Esteban
Carlos Daniel Esteban (Villa Mercedes, San Luis, 1954) es un militar argentino veterano de guerra de Malvinas en situación de retiro. También es politólogo y docente universitario.

## Formación
Es oficial egresado del Colegio Militar como subteniente de infantería. Se hizo licenciado en Ciencias Políticas en la Universidad Católica de Córdoba. Después hizo el doctorado en Ciencias Políticas en la Universidad del Salvador y el máster en Derecho Internacional Humanitario en la Universidad Católica Argentina.

## En Malvinas
En las Malvinas fue jefe de la Compañía "C" del Regimiento de Infantería 25 (C/RI 25), bajo el mando del teniente coronel Mohamed Alí Seineldín. Tuvo participación en la Operación Rosario (2 de abril de 1982) y la posterior ocupación de Darwin Pradera del Ganso (4 de abril), lugar rebautizado "Puerto Santiago".
Al frente del Equipo de Combate "Güemes" con 66 soldados (una fracción del RI 25 y una del RI 12 al mando de los subtenientes Reyes y Vázquez), comandó la defensa de su posición en el Combate de San Carlos (Altura 234) el 21 de mayo de 1982, durante el desembarco británico en San Carlos, derribando cuatro helicópteros.
Por la guerra del Atlántico Sur en 1983 recibió la condecoración La Nación Argentina al Valor en Combate otorgada por el Congreso y en 2022 recibió un Diploma de Honor del Senado de la Nación.

## Trayectoria militar
Con posteridad fue jefe del Regimiento de Infantería 25 con asiento de paz en Sarmiento y segundo comandante de la XI Brigada Mecanizada en Río Gallegos. En 2005 al negársele el ascenso a general de brigada interpuso un reclamo a la superioridad poniendo de manifiesto sus antecedentes militares sin lograr resultado alguno, y así en 2007 vio el pase a retiro obligatorio con el grado de coronel.

## Actualidad
En la actualidad está dedicado a la docencia en la UADE Bussines School y es secretario de Ciencia y Tecnología de la Universidad de la Defensa Nacional. El 4 de julio de 2024 fue formalizada su designación como asesor ad honorem del Gabinete del Ministerio de Defensa.